# Hell in the Pacific
Hell in the Pacific is een Amerikaanse film van John Boorman die werd uitgebracht in 1968. 

## Verhaal
Tijdens de Tweede Wereldoorlog strandt een neergehaalde Amerikaanse piloot op een onbewoonde atol in de Stille Oceaan. Weldra heeft hij door dat een Japanse marineofficier eveneens beschutting heeft gevonden op het eilandje. Het komt algauw tot een confrontatie tussen beiden. Maar om te overleven moeten ze hun vijandige gevoelens opzijzetten en hun krachten bundelen. Ze beginnen een vlot te bouwen.

## Rolverdeling
| Acteur         | Personage                            |
| -------------- | ------------------------------------ |
| Lee Marvin     | de Amerikaanse piloot                |
| Toshirō Mifune | de Japanse kapitein Tsuruhiko Kuroda |